# Musculus subcostalis
Die Musculi subcostales (lateinisch für „Unterrippenmuskeln“; Singular Musculus subcostalis) sind eine Gruppe von Skelettmuskeln der Wand des Thorax. Sie entspringen am Oberrand der unteren Rippen zwischen Rippenhöcker (Tuberculum costae) und Rippenwinkel (Angulus costae) und setzen an der Rückenseite der übernächsten höheren Rippe an.
Ihre Fasern laufen in derselben Richtung wie die Fasern des Musculus intercostalis internus.

## Funktion
Die Musculi subcostales verspannen die Rippen und haben eine exspiratorische Wirkung.